# Буцевичи (Минский район)
Буцевичи (бел. Буцэ́вічы) — деревня в Минском районе Минской области Беларуси. В составе Юзуфовского сельсовета.

## География
Расположена на дороге Н-8971.

### Гидрография
На берегу реки Чернявка.

## История
До 1863 года имение Буцевичи принадлежало шляхтичам Лапицким — им управлял, держа хозяйство на высоком уровне, Юлиан Янович Лапицкий (1829—1894), известный критик и публицист, публиковавшийся в Варшавской прессе.
17 января 1868 года на аукционе имение Буцевичи (в Минском уезде Минской губернии) с 1088 десятинами земли было приобретено Михаилом Ивановичем Казариновым (1835-1885).
В 1939—1968 гг. центр Гатовинского сельсовета.

## Население

### Численность
- 2009 год — 28 человек

### Динамика
- 1999 год — 43 человек (перепись населения)
- 2009 год — 28 человек (перепись населения)[2]

## Известные лица
- Михаил Иванович Казаринов (1835—1885) — государственный деятель, Минский городской голова (1876—1880).
- Юлиан Янович Лапицкий (1829—1894) — публицист, экономист, участник Январского восстания (1863—1864).

В деревне похоронен белорусский поэт и переводчик Алесь Емельянов (1952—2005).